# Klub konkretistů KK3
Klub konkretistů KK3 je spolek umělců, který zahrnuje několik generací tvůrců pracujících s jazykem geometrie.

## Vývoj Klubu
Klub konkretistů KK3 je přímým pokračováním existence původního Klubu konkretistů, založeného na pražské Kampě 9. května 1967. U jeho zrodu stál teoretik Arsén Pohribný a čtyři umělci – Radoslav Kratina, Jiří Hilmar, Tomáš Rajlich a Miroslav Vystrčil. Ze skupiny se brzy stalo hnutí, platforma pro neokonstruktivní a geometrické umění s mezinárodním přesahem. Nikdy nešlo o jednolitý proud, ale o velmi individuální a rozdílné přístupy. Už od počátku měl klub mezinárodní ambice a byl chápán středoevropsky, tedy v kontaktu českých a slovenských umělců a teoretiků s okolím – s polskými, německými i maďarskými kolegy a sdruženími.
Klub sdružuje umělce nejméně tří generací. Nejstarší generaci tvoří umělci narození ve 30. letech 20. století, kteří vstoupili do Klubu už v 60. letech, v době jeho vzniku. Dále jsou členy klubu ti, kteří konkrétní umění vytvářeli v době normalizace, kdy klub oficiálně neexistoval. Třetí, nejmladší generace si cestu k racionálnímu umění a geometrickému jazyku či vizuální poezii hledala až po roce 1989.
Klub konkretistů byl inspirován či existoval paralelně s francouzskou skupinou GRAV, německým ZERO, nizozemským Nul či italským hnutím Arte programmata. Velmi blízkým byl koncept otevřeného díla, tj. díla dokončeného vnímáním diváka, jak ho popsal Umberto Eco. V Čechách se neokonstruktivní umění projevilo poprvé v 60. letech XX. století skrze umělce skupin Křižovatka, okolo výstav Nové citlivosti a právě v Klubu konkretistů.
Klub navazuje na manifest konkretismu publikovaný okruhem umělců okolo Theo van Doesburga v časopise Art Concret v roce 1930 a na činnost Maxe Billa ve Švýcarsku.
Umění, jež patří do okruhu konkretismu, charakterizuje touha po umění univerzálním a fungujícím v řádu věcí, spirituální a nadosobní sféra geometrie, variabilita, pohyb a dynamika, zvukové i optické možnosti, využití prefabrikovaného materiálu nebo naopak počítačových technologií a architektoniky – myšlenka postavit racionalitu, metodičnost a zájem o vědu proti chaosu světa.[ujasnit]

## Historie
Klub byl založen v Praze 9. 5. 1967. Do ukončení činnosti roku 1971 vyvinul Klub konkretistů velkou výstavní aktivitu. Představil se v roce 1968 v Galerii Václava Špály, v roce 1969 následovaly expozice v Karlových Varech, v Olomouci, v Jihlavě a také v Haagu. Nejen že konkretisté vystavovali svou tvorbu v zahraničí, ale také prezentovali díla zahraničních umělců doma. Ve spojení slovenských a českých umělců na konci šedesátých let hrál velkou roli Jindřich Chalupecký, který skupinu v čele se Štefanem Belohradským pozval do jím vedené Galerie Václava Špály. A samozřejmě Jiří Kolář, v jehož ateliéru se autoři seznámili s Arsénem Pohribným.
Zakladatel klubu teoretik Arsén Pohribný v roce 1968 emigroval zprvu do Itálie, pak se usadil v Německu. Dalším teoretikem skupiny se stal Jiří Valoch, který v této době dokončoval diplomovou práci na téma typologie a geneze vizuální a fónické poesie. Po nuceném rozpuštění klubu v roce 1971 se stal na dlouhá desetiletí univerzálním vykladačem neimitativního umění a také pojítkem mezi umělci. Vybudováním unikátní sbírky, texty, výstavami a cestami mezi umělci po celé střední Evropě pomohl udržet povědomí o racionálním umění až do devadesátých let, kdy byl klub obnoven. Za normalizace Jiří Valoch jezdil křížem krážem republikou prakticky od počátků, jako by ani klub nebyl za normalizace oficiálně rozpuštěn. Valochova cestovní strategie navazování kontaktů udělala z konkretistů přátele, společenství a vzájemně soudržnou základnu. Důležitá byla také korespondence s Arsénem Pohribným.
Jako KK 2 fungoval Klub konkretistů v letech devadesátých letech v několika městských centrech, nejaktivněji v Olomouci a Bratislavě. V epoše vrcholné postmoderny se výrazně rozšířila platforma toho, co ještě konkretismus je. Zvláště v osobě Vladimíra Havlíka vstoupil do klubu hravý, procesuální a performativní prvek.
Rok 2007 přinesl další oživení, tentokrát z Hradce Králové, kde se ustavila skupina dnes nazvaná KK3, reprezentovaná sochařem Štěpánem Málkem a koordinátorkou Janou Vincencovou.
Po odmlčení teoretiků Arséna Pohribného, Jiřího Valocha a Zbyňka Sedláčka klub navázal kontakt se slovenskou scénou, která funguje také díky knihám a výstavám teoretičky Ľuby Belohradské a díky neúnavné výstavní činnosti Viktora Hulíka a Galerie Z. Slovenští konkretisté mají blízko k příbuznému hnutí MADI. 
Původní členové Východočeské sekce: Štěpán Málek, Radoslav Pavlíček, Jaroslav Jebavý, Vladana Hajnová, Eva Francová...

## Členové
Aktivní členové Klubu konkretistů: Eduard Ovčáček, Jiří Hilmar, Jiří Valoch, Jaromír E. Brabenec, Lubomír Přibyl, Aleš Svoboda, Vladimír Havlík, Ladislav Daněk, Štěpán Málek, Radoslav Pavlíček, Jaroslav Jebavý, Vladana Hajnová, Eva Francová, Kubo Novák, Ladislav Jezbera, Luděk Míšek, Viktor Hulík, Oleg Fintora, Marián Drugda, Robert Urbásek ml., Ľuba Belohradská, Oldřich Schnabl
Klub konkretistů KK3 spolupracuje také s rodinami a dědici umělců. Eduard Antal, Robert Urbásek, Jiří Bielicki, Štefan Belohradský, Dalibor Chatrný...
Hosté klubu konkretistů: Jan Dudešek, Katarína Balúnová

## Činnost
Klub konkretistů KK3 sídlí v Hradci Králové a jeho domovským výstavním prostorem je galerie amb – funkcionalistický prostor Sboru kněze Ambrože v Ambrožově ulici v Hradci Králové, od architekta Josefa Gočára. Klub organizuje výstavy a pravidelné výstavní festivaly za účelem setkávání a propojení umělců z celé republiky (nejen konkrétního zaměření). Na výstavách, akcích a festivalech se často objevují hosté mimo klub. Mezi pravidelné akce patří Konkrétní podzim od roku 2011, Nábřeží umělců – od roku 2014, které vzniklo z výstavní nouze o prostory v Hradci Králové. Viz katalogy na webové stránce klubu. Grafikem Klubu konkretistů KK3 je výhradně Petr Scháněl.

## Citace
- Přístup Klubu konkretistů slovy Jiřího Valocha dává přednost konstrukci a racionálnímu kalkulu, autonomii barvy, jako ryzího estetického poselství, tematizaci světla a pohybu, uplatnění náhody či předjímání rozšířeného pojmu umění.[2]
- Konkrét popsal Arsén Pohribný jako nově stvořený předmět estetické fascinace. [2]

## Manifest
Manifest „Základy konkrétního umění“, časopis Art Concret, 1930:
Prohlašujeme:
1. Umění je univerzální.
2. Umělecké dílo by mělo být před provedením pojato a zformováno výhradně myslí. Nemělo by obsahovat nic z formálních vlastností přírody ani odraz smyslových počitků a sentiment. Chceme vyloučit lyrismus, dramatičnost, symbolismus atd.
3. Obraz by měl být konstruován jen z ryze výtvarných prvků, to znamená z ploch a barev. Zobrazující prvek nepřekračuje svým významem „sám sebe“, a obraz pak proto neznamená nic jiného než „sám sebe“.
4. Konstrukce obrazu i jeho prvků by měla být jednoduchá a vizuálně čitelná.
5. Technika malby by měla být mechanická, což znamená exaktní, neimpresionistická.
6. Úsilí o naprostou čistotu.
Carlsund, Doesbourg, Hélion, Tutundijian, Wantz (překlad Aleš Svoboda)